# Мужская сборная Соломоновых Островов по хоккею на траве
Мужская сборная Соломоновых Островов по хоккею на траве — национальная команда по хоккею на траве, представляющая Соломоновы Острова в международных соревнованиях. Управляется Федерацией хоккея на траве Соломоновых Островов.

## История
Мужская сборная Соломоновых Островов никогда не участвовала в крупных международных турнирах — летних Олимпийских играх, чемпионатах мира и чемпионатах Океании.
Известно об участии сборной Соломоновых Островов в 1979 году в хоккейном турнире Южнотихоокеанских игр в Суве, однако затем почти 40 лет команда не формировалась. Сборная Соломоновых Островов регулярно выступает в международных соревнованиях с конца 2010-х годов.
Команда участвовала в розыгрыше Мировой лиги сезона-2016/17. Матчи первого раунда океанийской зоны проходили в Суве. Сборная Соломоновых островов заняла 4-е место среди 5 команд, дважды проиграв Фиджи (1:14, 1:8), Вануату (1:3, 1:8) и обменявшись победами с Папуа — Новой Гвинеей (2:4; 1:1, пен. 2:0) и Тонга (3:2; 2:2, пен. 3:4). Лучшим снайпером команды стал Джон Лево, забивший 5 мячей.
В сезоне-2018/19 сборная Соломоновых Островов участвовала в розыгрыше Хоккейной серии. Океанийский зональный отборочный турнир проводился в Порт-Виле. Хоккеисты Соломоновых островов на предварительном этапе заняли 3-е место среди 4 команд, выиграв у Тонга (6:1) и проиграв Вануату (3:8) и Фиджи (2:9). В матче за 3-4-е места Соломоновы Острова вновь победили тонганцев (4:0). Лучшим снайпером команды стал Пол Фулаау, забивший 6 мячей.

## Результаты выступлений

### Мировая лига
- 2016/17 — выбыла в 1-м раунде

### Хоккейная серия
- 2018/19 — выбыла в 1-м раунде